# Tuluba
Tuluba (große Ohren) ist ein Afrikanischer Elefant, der am 6. August 2010 im Wiener Tiergarten Schönbrunn geboren wurde.

## Hintergrund

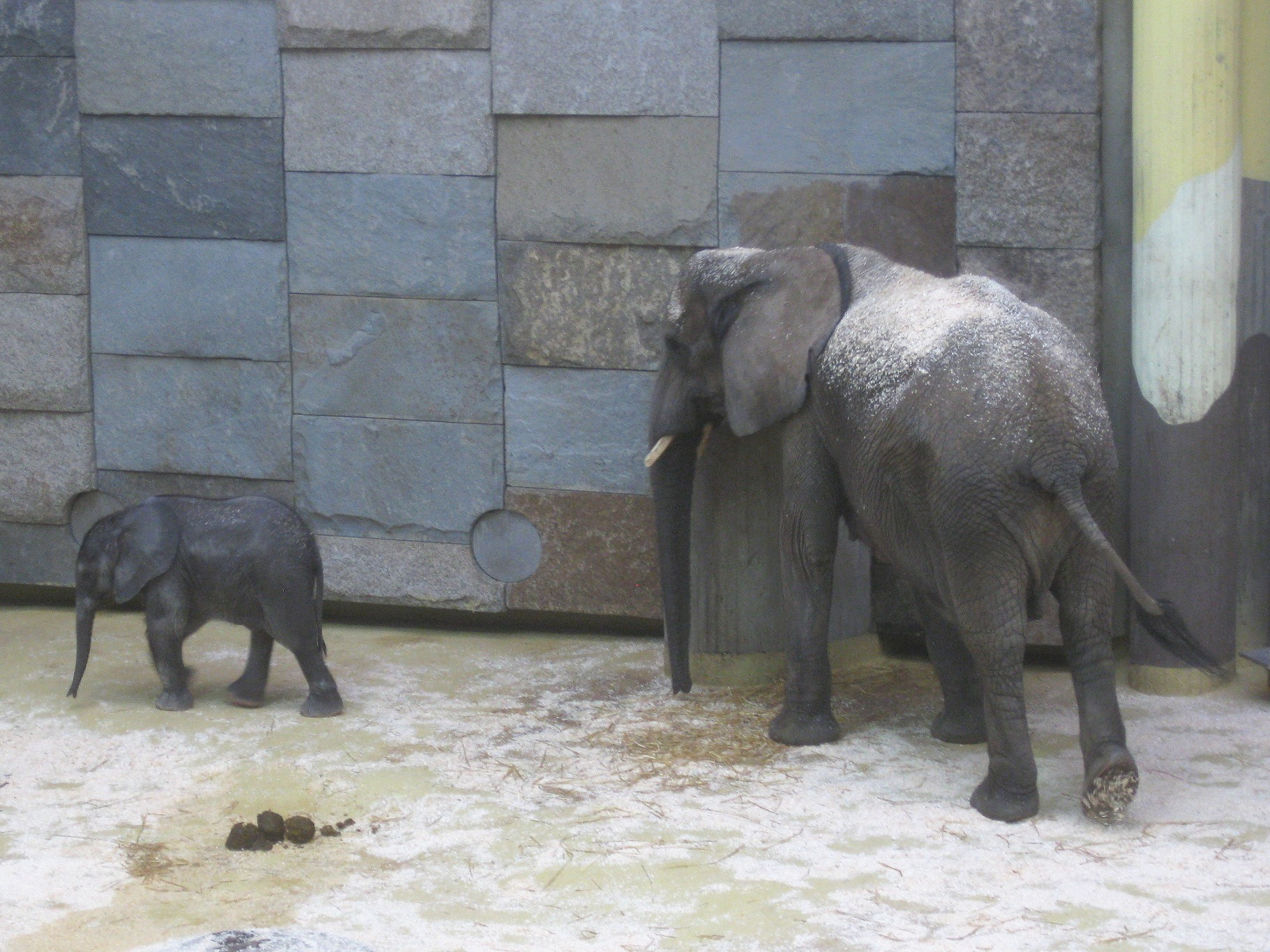
Tuluba mit seiner Mutter Numbi, Dezember 2010

Tuluba ist der Sohn des Elefantenbullen Tusker und der Elefantenkuh Numbi; während sein Vater noch immer im Zoo Wuppertal lebt, kam Numbi 2009 nach Wien. Er wog bei der Geburt 112 Kilogramm und hatte ein Schulter-Stockmaß von 93 Zentimetern. Wie bereits beim Großen Panda Fu Long erhoffen sich die Tiergartenbetreiber nicht nur regen Tourismus, sondern auch wirtschaftliche Impulse.

## Namensgebung
Wie bei Fu Long konnten auch hier die Tiergartenbesucher und User fünf Tage übers Internet über den Namen abstimmen. Dabei konnte sich Tuluba mit einer klaren Mehrheit von 61,4 % gegen die ebenfalls afrikanischen Namen Radi (Donner, 21,3 % der Stimmen) und Shambe (Anführer; 17,4 % der Stimmen) durchsetzen. Über 10.000 Stimmen wurden dabei abgegeben.

## Videos
- 8 Tage alt, von „pandanews08“
- Votet einen Namen von „kamikatze07“
- Baby Elefant von „iPhonephilic“